# Busch (Iden)
Busch ist ein Ortsteil der Gemeinde Iden im Landkreis Stendal in Sachsen-Anhalt.

## Geographie
Das altmärkische Straßendorf Busch liegt 13 Kilometer östlich der Stadt Osterburg in der Wische an einem Graben namens Beverlake.
Nachbarorte sind Iden im Westen, Giesenslage und Hohenhof im Norden, Kannenberg im Nordosten, Germerslage im Osten und Klein Hindenburg im Süden.

## Geschichte

### Mittelalter bis Neuzeit
Der Ort wurde im Jahre 1441 erstmals erwähnt als To dem Busche, als Markgraf Friedrich das Schloss Arneburg mit Geldhebungen aus einigen Dörfern verpfändete. Im Jahre 1513 waren die Brüder von Kannenberg wonaffitg thom Buske. Weitere Nennungen sind 1687 Busche, Zum Busche, 1651 Buschaw und Buschow.
Der Ortsname Busch ist deutschen Ursprungs.
Vor 1513 bis 1762 gehörte das Gut den von Kannenberg. Die Tochter des Letzten von Kannenberg heiratete einen General von Kahlden. Ab 1837 bis 1877 gehörte es den von Rohr, von 1877 bis 1885 Zacher. Es folgten viele Eigentümerwechsel. 1928 kam es an Ernst Walkhoff, danach an Dieckmann (nach anderer Angabe bereits 1921 an den Zuckerrübenzüchter Paul Dieckmann ans Heimburg) und 1937 bis 1945 der Berliner Industrielle Dr. Heiligendorff in Berlin-Schöneberg.

### Landwirtschaft
Bei der Bodenreform wurden 1945 ermittelt: drei Besitzungen unter 100 Hektar hatten zusammen 32 Hektar, eine Kirchenbesitzung 14 Hektar, eine Gemeindebesitzung 2 Hektar, eine Besitzung mit 315 Hektar wurde von der SMAD bewirtschaftet. Enteignet wurde das Rittergut Busch mit 315,4 Hektar. Im Jahre 1947 wurde ein „Landesgut Busch“ mit 264 Hektar Fläche gebildet. 1948 hatten aus der Bodenreform drei Vollsiedler jeder 3 Hektar und 39 Kleinsiedler jeder unter 5 Hektar erworben. 1949 entstand aus dem Landesgut das Volksgut Nr. IX/8, ab 1953 gehörte dazu das Volkseigene Gut VEG Giesenslage, von 1953 bis 1955 mit dem VEG Rengerslage als Abteilung, 1965 wurde das VEG Sandauerholz-Fährkrug angegliedert, 1973 kam das Gut an die KAP „Altmärkische Wische“.
Nach 1991 hatte die Treuhand das Gut nicht verpachtet, sondern in Eigenregie im Lohn bewirtschaftet.
1996 wurde das Gut erfolgreich privatisiert, indem es an eine Familie vom Landwirten verkauft wurde, die ursprünglich aus dem württembergischen Wurmberg stammt. Sie entwickelten das Gut zu einem Biolandhof.

### Eingemeindungen
Ursprünglich gehörten Dorf und Gut Busch zum Arneburgischen Kreis der Mark Brandenburg in der Altmark. Zwischen 1807 und 1813 lagen sie im Kanton Werben auf dem Territorium des napoleonischen Königreichs Westphalen. Nach weiteren Änderungen gehörten sie ab 1816 zum Kreis Osterburg, dem späteren Landkreis Osterburg.
Am 30. September 1928 wurde der Gutsbezirk Busch mit der Landgemeinde Busch vereinigt. Am 20. Juli 1950 wurde die Gemeinde Busch aufgelöst und in die Gemeinde Iden eingemeindet.

### Einwohnerentwicklung
| Jahr | Einwohner |
| ---- | --------- |
| 1734 | 36        |
| 1772 | 38        |
| 1790 | 78        |
| 1798 | 34        |
| 1801 | 37        |
| 1818 | 98        |

| Jahr | Einwohner |
| ---- | --------- |
| 1840 | 124       |
| 1864 | 072       |
| 1871 | 023       |
| 1885 | 021       |
| 1892 | [0]093    |
| 1895 | 031       |

| Jahr | Einwohner |
| ---- | --------- |
| 1900 | [0]116    |
| 1905 | 029       |
| 1910 | [0]088    |
| 1925 | 189       |
| 1939 | 098       |
| 1946 | 167       |

Quelle bis 1946, wenn nicht angegeben:

#### Ortsteil
| Jahr      | 2014 | 2015 | 2017 | 2018 | 2020 | 2021 | 2022 | 2023 |
| Einwohner | 071  | 073  | 071  | 069  | 048  | 055  | 069  | 064  |

#### Gut / Gutsbezirk
| Jahr      | 1798 | 1840 | 1864 | 1871 | 1885 | 1895 | 1905 |
| Einwohner | 44   | 79   | 55   | 79   | 94   | 53   | 77   |

## Religion
Die evangelischen Christen aus Busch gehörten früher zur Pfarrei Iden. Heute werden sie betreut vom Pfarrbereich Königsmark im Kirchenkreis Stendal im Bischofssprengel Magdeburg der Evangelischen Kirche in Mitteldeutschland.
Die katholischen Christen gehören zur Pfarrei St. Anna in Stendal im Bistum Magdeburg.

## Kultur und Sehenswürdigkeiten
Das Gutshaus, eine überbaute Wasserburg, ist eine Zweiflügelanlage vom Ausgang des 18. oder aus dem Anfang des 19. Jahrhunderts, ein zweigeschossiger Putzbau auf hohem Sockel mit Satteldach sowie mit einer Freitreppe zum Hof.
Das Gutsgelände ist als Bodendenkmal geschützt. Das trapezförmige Gut ist von einem 6 bis 10 Meter breiten Wassergraben allseitig umschlossen. Nur an der Westseite ist ein Teil als Einfahrt zugeschüttet.

## Wirtschaft
Es gibt einen Biolandhof „Rittergut Busch“ mit Ackerbaubetrieb und Hofschlachterei.

## Persönlichkeiten
- Rudolf Leiding (1914–2003), Vorstandsvorsitzender der Volkswagenwerk AG, hier geboren
- Franz Zielasko (1896–1943), Bergmann und Widerstandskämpfer, wurde als Saisonarbeiterkind in Busch geboren[18]